# Zombie Birdhouse
Zombie Birdhouse är ett musikalbum av Iggy Pop som släpptes 1982.

## Låtlista
1. "Run Like a Villain" (Rob duPrey, Iggy Pop) - 3:01
2. "The Villagers" (DuPrey, Pop) - 3:48
3. "Angry Hills" (DuPrey, Pop) - 2:56
4. "Life of Work" (DuPrey, Pop) - 3:49
5. "The Ballad of Cookie Mcbride" (DuPrey, Pop) - 2:58
6. "Ordinary Bummer" (DuPrey, Pop) - 2:43
7. "Eat or Be Eaten" (DuPrey, Pop) - 3:14
8. "Bulldozer" (DuPrey, Pop) - 2:17
9. "Platonic" (DuPrey, Pop) - 2:40
10. "The Horse Song" (DuPrey, Pop) - 2:58
11. "Watching the News" (DuPrey, Pop) - 4:11
12. "Street Crazies" (DuPrey, Pop) - 3:54
13. "Pain and Suffering" (Pop) - 3:39

## Medverkande
- Iggy Pop - sång
- Clem Burke - trummor
- Rob duPrey - gitarr, keyboards, bakgrundssång
- Chris Stein - bas